# Chronicon Lethrense
Chronicon Lethrense (danés: Lejrekrøniken, castellano: Crónica de Lejre) es una pequeña obra medieval danesa del siglo XII, escrita en latín.

A diferencia del Chronicon Roskildense, que principalmente presenta información sobre hechos históricos tras la introducción del cristianismo en Dinamarca, Chronicon Lethrense es un registro del folclore local sobre anteriores reyes paganos y aventuras e historias asociadas a los mismos. En este sentido no hay mucha diferencia de la primera parte de Brevis Historia Regum Dacie de Sven Aagesen o Gesta Danorum de Saxo Grammaticus, aunque considerablemente una obra más pequeña y de menor calidad. También se la conoce como Crónica de los Reyes de Lejre.
Uno de los aspectos a resaltar de Chronicon Lethrense es el odio profundo del autor hacia todo lo alemán, que a veces adquiere proporciones épicas. Este odio alemán también se puede percibir, aunque en menor grado, en Brevis Historia Regum Dacie y Gesta Danorum.
La versión original de Chronicon Lethrense es sin duda una obra propia. Sus historias son interesantes y a lo largo del tiempo se hicieron copias que se han encontrado en otros lugares. Hubo una copia del siglo XIV en los anales en latín de la catedral de Lund. Debido a esto, Chronicon Lethrense se relaciona a menudo con los Annales Lundenses, de la que actualmente es ahora una parte, pero es poco probable que la crónica originalmente estuviese incluida en esta antología.

## Historia
Los historiadores coinciden que fue compuesta durante la segunda mitad del siglo XII, probablemente alrededor de 1170 y es anterior a la famosa Gesta Danorum, con la que comparte muchas tradiciones que no se encuentran en otras fuentes. Es probable que Chronicon Lethrense o fuentes cercanas fuesen inspiración para Saxo Grammaticus.

## Autoría
El autor es anónimo, pero hay conjeturas sobre un escaldo relacionado con la iglesia en Roskilde. Esta opinión se sustenta en el gran interés que el autor tiene sobre la ciudad, que describe con gran detalle, la crónica de cómo llegó su nombre y la promesa de inmortalidad de la ciudad a través de sus escritos.